# أكوش بوربلي
أكوش بوربلي (بالمجرية: Borbély Ákos)‏ هو لاعب كرة قدم مجري في مركز الوسط، ولد في 12 يونيو 2000 في كابوشفار في المجر. لعب مع Kaposvári Rákóczi FC ‏.